# پراکندگی زاویه کوچک پرتو ایکس

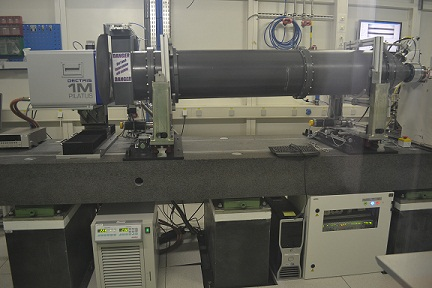

پراکندگی زاویه کوچک پرتو ایکس (به انگلیسی: Small-angle X-ray scattering) یا به اختصار SAXS یک تکنیک پراکندگی زاویه کوچک است که با استفاده از آن می‌توان تفاوت‌های چگالی نانومقیاس را در یک نمونه اندازه‌گیری کرد. در این روش پراکندگی الاستیک پرتو ایکس پس از برخورد به ماده در زوایای کوچک (در حدود ۰٫۱ تا ۱۰ درجه) بررسی می‌شود. از این روش برای تشخیص ساختار پروتئین‌ها و اسیدهای نوکلئیک استفاده می‌گردد. عدم نیاز به تبلور مولکول (یا همان کریستال) و امکان بررسی ساختار دینامیک مولکول در محیط آبی از مزایای این روش نسبت به روش کریستالوگرافی می‌باشد.